# Michael Berryman

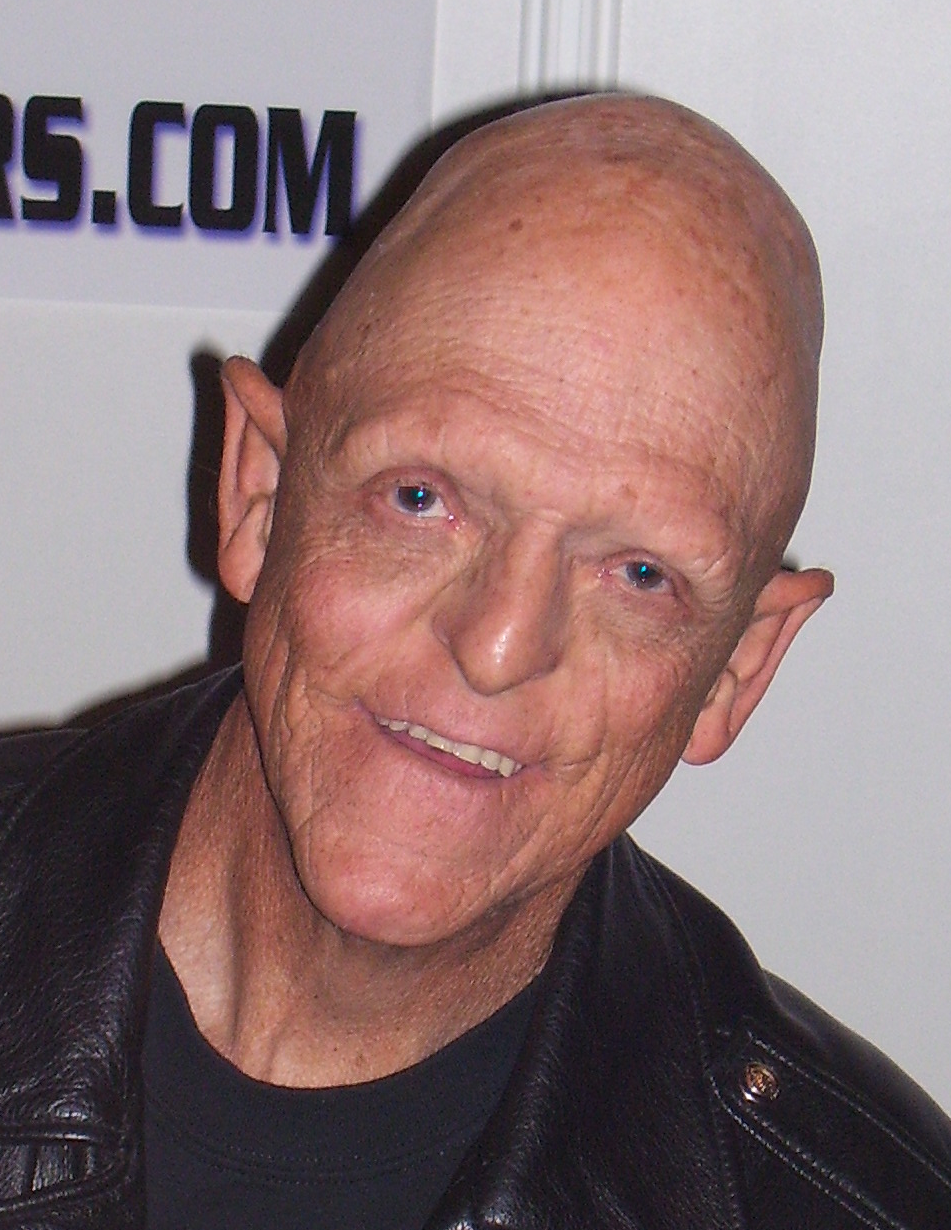
Michael Berryman 2007

Michael Berryman (* 4. September 1948 in Los Angeles, Kalifornien) ist ein US-amerikanischer Schauspieler, der unter dem Christ-Siemens-Touraine-Syndrom leidet. Diese äußerst seltene Erbkrankheit führt dazu, dass bei ihm keine Haare und Fingernägel wachsen. Auf Grund seines Erscheinungsbilds spielte er in einer Reihe von Horrorfilmen das „Monster“.

## Leben
Michael Berryman wurde in seiner Kindheit auf Grund seiner Erbkrankheit von vielen Kindern gehänselt und musste einige Operationen über sich ergehen lassen. Als Erwachsener war er unter anderem als Leibwächter für Bob Dylan tätig. George Pal entdeckte ihn 1975 und vermittelte ihm seine ersten Filmrollen.
Nachdem er in Einer flog über das Kuckucksnest und Doc Savage – Der Mann aus Bronze Nebenrollen hatte, wurde er von Wes Craven in Hügel der blutigen Augen eingesetzt. Er spielt in dem Film ein Mitglied einer Mutantenfamilie und wurde auch für das Poster eingesetzt. Die Rolle machte ihn weltweit bekannt.
Auf Grund seiner Darstellung bekam er einige ähnliche Rollen angeboten. So spielte er in Tödlicher Segen (1981), Rock Aliens (1984) und Cut & Run (1985) ähnliche Rollen. 1985 erschien Im Todestal der Wölfe, der Nachfolger zu Hügel der blutigen Augen, bei dem er wieder die Rolle des Pluto übernahm. Im selben Jahr spielte er auch im Musikvideo Smokin’ in the Boy’s Room von Mötley Crüe.
Nebenrollen in größeren Produktionen hatte er in Star Trek IV: Zurück in die Gegenwart, Double Dragon und Agent 00 – Mit der Lizenz zum Totlachen. 1994 spielte er in The Crow – Die Krähe die Rolle des „Skull Cowboy“, wurde jedoch aus dem Film herausgeschnitten. Eine größere Rolle hatte er im Rob-Zombie-Film The Devil’s Rejects.
Er wird oft in einzelnen Episoden von Fernsehserien, beispielsweise Ein Engel auf Erden, Akte X – Die unheimlichen Fälle des FBI und Geschichten aus der Gruft eingesetzt. 2011 bekam er den „Lifetime Achievement for Excellence in Horror Film“ Award im Rahmen des „Mile High Horror Film Festival“.
Ansonsten spielt er vornehmlich in B-Movies unterschiedlicher Regisseure mit und verkörpert dort meist das „Monster“. Er ist außerdem ein gern gesehener Gast auf diversen Horrorfestivals.
2012 porträtierte er „Virgil Magnus“ in Rob Zombies’ The Lords of Salem. Vom 13. bis 15. April 2012 war er Special Guest der Monsterpalooza in Burbank, California. Im April 2012 bekam er in der Action-Horror-Serie Hell Hunters neben Bill Moseley die Hauptrolle als Weltkriegsveteran Lawrence Beasley.

## Filmografie (Auswahl)
- 1975: Einer flog über das Kuckucksnest (One Flew Over the Cuckoo’s Nest)
- 1975: Doc Savage – Der Mann aus Bronze (Doc Savage: The Man of Bronze)
- 1977: Hügel der blutigen Augen (The Hills Have Eyes)
- 1978: The Fifth Floor
- 1981: Tödlicher Segen (Deadly Blessing)
- 1984: Rock Aliens (Voyage of the Rock Aliens)
- 1985: Cut and Run (Inferno in diretta)
- 1985: Future Project – Die 4. Dimension (My Science Project)
- 1985: Im Todestal der Wölfe (The Hills Have Eyes Part II)
- 1985: L.I.S.A. – Der helle Wahnsinn (Weird Science)
- 1986: Star Trek IV: Zurück in die Gegenwart (Star Trek IV: The Voyage Home)
- 1986: Die Vergelter (Armed Response)
- 1987: Die Barbaren (The Barbarians)
- 1987: Highwayman (The Highwayman) (Pilot-Film)
- 1988: Alf (Fernsehserie, Folge 2x25)
- 1988: Raumschiff Enterprise – Das nächste Jahrhundert (Fernsehserie, Folge 1x25 Die Verschwörung)
- 1990: Aftershock
- 1990: Starfire (Solar Crisis)
- 1991: Teenage Exorcist
- 1991: Mutronics – Invasion der Supermutanten (The Guyver)
- 1991: Beastmaster II – Der Zeitspringer (Beastmaster 2: Through the Portal of Time)
- 1993: Double Dragon
- 1995: Akte X – Die unheimlichen Fälle des FBI (The X-Files, Fernsehserie, eine Folge)
- 1996: Nichts als Trouble mit den Frauen (Mojave Moon)
- 1996: Agent 00 – Mit der Lizenz zum Totlachen (Spy Hard)
- 1996: Zwei Engel mit vier Fäusten – Schwere Jungs (We are Angels)
- 2000: King of B-Movies (The Independent)
- 2005: The Devil’s Rejects
- 2006: Penny Dreadful
- 2007: Brutal
- 2007: Dead Man’s Hand
- 2007: Ed Gein – Der wahre Hannibal Lecter (Ed Gein: The Butcher of Plainfield)
- 2009: Smash Cut
- 2009: Brother’s War
- 2011: Below Zero
- 2011: Family of Cannibals
- 2012: The Lords of Salem
- 2014: Cannibals
- 2014: Army of the Damned
- 2017: The Evil Within
- 2017: Z Nation (Fernsehserie, 3 Folgen)
- 2019: Violent Starr
- 2019: Death House